# Auguste Vestris
Marie-Jean-Augustin Vestris, cunoscut sub numele de Auguste Vestris (n. 27 martie 1760, Paris, Regatul Franței – d. 5 decembrie 1842, Paris, Franța), a fost un dansator francez.

## Biografie
S-a născut în Paris, ca fiu nelegitim al lui Gaétan Vestris și al Mariei Allard (1742-1802). Tatăl său era un dansator florentin care se alăturase Operei din Paris în 1748, iar mama lui a fost o dansatoare franceză la același teatru. El a fost numit „le dieu de la danse” (zeul dansului), un titlu popular acordat celui mai valoros dansator bărbat al fiecărei generații (printre zeii anteriori ai dansului au fost tatăl său, Gaétan, și profesorul lui Gaétan, Louis Dupré). 
Și-a făcut debutul la Opera din Paris (așa cum făcuse și mama lui, Marie Allard) în cel de-al treilea divertisment ale pastoralei eroice La Cinquantaine (scrise de Desfontaines-Lavallée și puse pe muzică de Jean-Benjamin de La Borde) în 1772 și i s-a recunoscut imediat talentul. El a fost acceptat ca membru de bază al trupei în anul 1775, a devenit solist în 1776, „prim-balerin” (dansator principal) în 1778 și în cele din urmă a fost numit „premier sujet de la danse” (titlu corespunzător celui modern de stea a baletului) în 1780, deținând acest rang în corpul de balet pentru următorii 36 de ani.
După ce s-a retras a pregătit mulți dansatori celebri din secolul al XIX-lea inclusiv August Bournonville, Marius Petipa, Lucien Petipa, Fanny Elssler, Jules Perrot și Marie Taglioni. A dansat un menuet împreună cu Taglioni, în 1835, la vârsta de 75 de ani.
Auguste Vestris nu trebuie să fie confundat cu fiul său, Armand Vestris, care s-a căsătorit cu actrița engleză Lucia Elizebeth Vestris în 1813. Atât Armand, cât și un văr pe nume Charles Vestris, fiul unui frate al lui Auguste, au fost, de asemenea, dansatori. 